# Гебертсфельден
Гебертсфельден (нім. Hebertsfelden) — громада в Німеччині, розташована в землі Баварія. Підпорядковується адміністративному округу Нижня Баварія. Входить до складу району Ротталь-Інн.
Площа — 49,78 км2. Населення становить 3716 ос. (станом на 31 грудня 2020).